# CB Bahía Sant Agustí
El CB Bahía Sant Agustí és un club de bàsquet de la ciutat de Mallorca fundat el 2007 per fusió de dos altres clubs de la ciutat. Actualment competeix a la Lliga LEB Plata, la segona categoria estatal de bàsquet, i disputa els partits com a titular al Palau Municipal d'Esports de Son Moix. El club també compta amb una secció femenina, l'equip sènior de la qual milita a la Primera Divisió balear, tot i que treballa conjuntament amb el CB Sant Josep de la Lliga Femenina 2.

## Nom comercial
- Palma Playa Park Arenal (2007-09)
- Palma Bàsquet (2009-10)
- Platja de Palma (2010-12)
- Palma Air Europa (2012-17)
- Iberostar Palma (2017-18)
- Iberojet Palma (2018-19)
- B the travel brand Palma (2019-20)[4]
- Palmer Alma Mediterránea Palma (2020-2021)[5]

## Història
El club es va fundar l'any 2007 per fusió de dos altres clubs de la ciutat. Per una banda, el CB Impremta Bahía, vinculat a l'empresa homònima i establert a l'Arenal, havia estat fundat el 1982 i jugava els partits al Poliesportiu Toni Servera. Per altra banda, el CB Sant Agustí, vinculat al col·legi homònim del centre de la ciutat, havia estat fundat el 1972 i jugava els partits al camp del col·legi. El moment de la fusió jugava a la categoria EBA. La col·laboració entre els dos clubs començà amb un conveni l'any 2004 i es materialitzà definitivament en una fusió esdevenguda l'any 2007, per bé que les categories inferiors no s'unificaren fins a la temporada següent. Per altra banda, la temporada 2007/08 el primer equip competí com a filial del Palma Aqua Màgica, equip de la mateixa ciutat que competia a la segona categoria estatal que, no obstant això, deixaria de competir la temporada següent.
La primera temporada del club competia a la lliga EBA amb la plaça i el nom comercial anterior del Bahía, Palma Playa Park, i va aconseguir el 3r lloc però no pas l'ascens. La temporada 2010/11 el club va aconseguir l'ascens esportiu a LEB Plata, però va refusar de competir en aquesta categoria. La temporada següent va tornar a ascendir i aquesta vegada sí que es va materialitzar. La temporada següent, la 2012/13, la situació es repetí, i tot i guanyar l'ascens a LEB Oro, el club refusà d'inscriure's en aquesta categoria, i no hi va participar fins a la temporada 2014/15, després d'aconseguir l'ascens aquesta vegada als despatxos i ja amb el nom comercial de Palma Air Europa. De llavors ençà el club es manté a la segona categoria estatal.